# رقصة النحل الاهتزازية

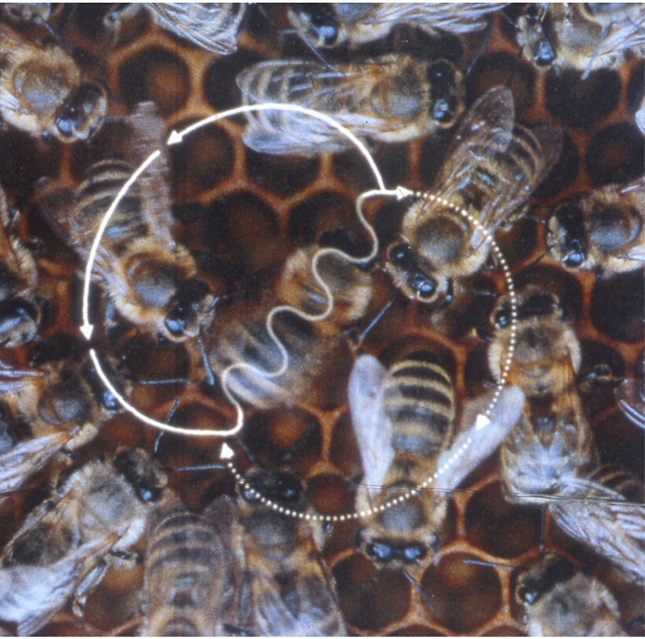

رقص النحل الاهتزازية أو الرقصة الاهترازية هو مصطلح يستخدم في تربية النحل وعلم السلوك لتعيين نظام اتصال حيواني يتم من خلاله البحث عن النحل أو البحث الاستكشافي (في المتوسط من 5 إلى 25٪ من العلافين الذين هم الأقدم والأكثر خبرة والبعض الآخر المستقبِلات التي تنتظر إشارة الكشفية) تنقل إلى المستقبِلات المتبقية في المستعمرة مسافة واتجاه مصدر الغذاء؛ حيث يمكن الحصول على الرحيق وغبار الطلع اللازم لإنتاج العسل. خلال هذه الرقصات، تنبعث مع الأجنحة صوتًا معينًا وتنقل رائحة الرحيق الذي تريد توصيله بموقفه. يبقى المستلمون على اتصال بالراقصة. هذه الرقصات التي تؤدى على قرص العسل هي أكثر حيوية، وطويلة الأمد، أن الرحيق وفير وغني بالسكر، وكذلك إبلاغ النباتات التي تتوقف عن أن تكون منتجة وتلك التي تصبح. تنبيه، النحل حتى الآن غير نشط ذبابة في البحث عن هذا الطعام. من خلال آليات الاتصال هذه، يمكن للمستعمرات التكيف وتحديد مصادر الغذاء المتاحة بكفاءة.
إنه عالم الاخصائي النمساوي كارل فون فريش (1886-1982)، في كتابه Life and Manners of Bees ، الذي ندين فيه بوصف ما يسميه "لغة النحل" وفهم "الرقصات". " نحل. تم تأكيد نظريته، بدعم من عمل تلميذه مارتن لينتاور، في عام 1986 باستخدام الروبوت المصغر القادر على أداء هذه الرقصة من النحل. تستمر في أشهر اب أغسطس وايلول سبتمبر